# 艾臣·拿馬尼
艾臣·拿馬尼(Edson Lemaire，1990年10月31日—)，大溪地足球員，師任右後衛，目前效力當地頂級聯賽球隊AS龍隊。艾臣·拿馬尼於2012年入選國家隊，並隨隊參加當屆的大洋洲國家杯。在對薩摩亞的分組賽中，他首次為大溪地國家隊上陣。最終，他協助球隊贏得冠軍，這是大溪地歷史上第一個的錦標。2013年，他又取得參與洲際國家盃的機會，並在三場的分組賽中均取得上陣時間，為124分鐘。